# Ultimul cântec (film)
Ultimul cântec (în engleză The Last Song) este un film de dramă american bazat în cartea omonimă a lui Nicholas Sparks. Filmul a fost regizat de Julie Anne Robinson și protagonizat de Miley Cyrus, Liam Hemsworth, Greg Kinnear și Kelly Preston. Filmul a fost distribuit în 2010 de Touchstone Pictures.
Filmul, care o are ca protagonistă pe Miley Cyrus în rolul unei adolescente rebele, este drama unei familii și a întâmplărilor care îi despart și îi aduc împreună pe membrii acesteia. Este povestea unei veri petrecute într-o frumoasă casă de pe plajă, a primei iubiri, a iertării și a celei de-a doua șanse. 
Adolescenta Ronnie Miller a rămas extrem de afectată în urma divorțului părinților ei, Kim și Steve, respingând orice comunicare cu tatăl său și având o atitudine ostilă față de mama și fratele mai mic. Mai mult, ea este pe cale să renunțe la o bursă oferită de academia de muzică Julliard și își construiește un anturaj care o aduce numai în situații neplăcute. Kim Miller decide că cei doi copii trebuie să își petreacă vara împreună cu tatăl lor, în micul orășel Tybee Island din Georgia, iar Ronnie nu este deloc încântată, manifestându-și ostilitatea și răceala față de el. Totuși, pe cei doi încă îi unește pasiunea comună pentru muzică. În timpul vacanței, Ronnie se îndrăgostește de cel mai popular personaj local, Will, și reușește să se împace cu tatăl său și să îi continue munca dupa ce acesta pierde lupta cu cancerul. 
Pentru filmări, producătorii au ales mica insulă Tybee, parte a coastei din Georgia, un loc neobișnuit pentru o astfel de acțiune, dar care aduce un farmec în plus peliculei.